# Repubblica dell'Artsakh
L'Artsakh o Nagorno Karabakh, ufficialmente Repubblica dell'Artsakh (in armeno Արցախի Հանրապետություն?, Artsakhi Hanrapetut’yun) o Repubblica del Nagorno Karabakh (in armeno Լեռնային Ղարաբաղի Հանրապետություն?, Lernayin Gharabaghi Hanrapetutyun) era uno Stato a riconoscimento limitato autoproclamatosi indipendente dall'Azerbaigian e riconosciuto solo da tre Stati non appartenenti all'ONU.
La regione del Nagorno Karabakh, situata nel Caucaso meridionale, a prevalenza armena, fu rivendicata sia dalla Repubblica Democratica di Azerbaigian sia dalla Prima Repubblica di Armenia quando entrambi i Paesi divennero indipendenti nel 1918, dopo la caduta dell'Impero russo. Una breve guerra per la regione scoppiò nel 1920. La disputa fu in gran parte archiviata dopo che l'Unione Sovietica stabilì il controllo sull'area e creò l'Oblast' autonoma del Nagorno-Karabakh all'interno della RSS dell'Azerbaigian nel 1923. Nonostante le discriminazioni subite dalle autorità sovietiche azere, alla caduta dell'Unione Sovietica gli armeni restavano la popolazione maggioritaria nella regione. Nel 1991, un referendum tenutosi nell'Oblast' autonoma e nella vicina regione di Šahowmyan condusse a una dichiarazione di indipendenza. Il conflitto politico tra Armenia e Azerbaigian sfociò in una vera e propria guerra nel 1992, che fu vinta dall'Artsakh, con il sostegno dell'Armenia. Sebbene nel 1994 sia stato firmato un accordo di cessate il fuoco, la situazione di conflitto congelato ha lasciato il territorio a prevalenza armena, dai confini corrispondenti grosso modo a quelli dell'antica regione dell'Artsakh, de facto indipendente con un governo autoproclamato a Stepanakert, benché pesantemente dipendente dall'Armenia e strettamente integrato con essa, quasi come una parte di essa. Alcune porzioni del territorio (parte della regione di Šahowmyan e i bordi orientali delle regioni di Martouni e Martakert) erano rimasti comunque sotto controllo azero, pur essendo rivendicate dagli armeni come parte integrante del loro Stato.
Nel 2017, un referendum nella Repubblica del Nagorno-Karabakh approvò una nuova costituzione che trasformava il sistema di governo da semipresidenziale a presidenziale, con una legislatura unicamerale, e cambiava il nome dello Stato da Repubblica del Nagorno-Karabakh a Repubblica di Artsakh, anche se entrambi i nomi sono rimasti ufficiali.
Dal 1994 al 2020, le truppe armene e azere sono rimaste separate da una linea di contatto contestata, con sporadici incidenti e caduti da ambo le parti, che dimostravano il rischio sempre presente del riaccendersi della guerra. Nel corso della seconda guerra del Nagorno Karabakh del 2020, buona parte del territorio dell'Artsakh è finito sotto il controllo dell'Azerbaigian, sia per le conquiste militari nel corso del conflitto sia per quanto stabilito dall'accordo di cessate il fuoco. Di fatto, lo Stato secessionista è rimasto interamente circondato dall'Azerbaigian, eccezion fatta per lo stretto collegamento con l'Armenia garantito dal Corridoio di Laçın, sotto controllo e vigilanza russa per il mantenimento della pace e interdetto dal 12 dicembre 2022. Questo blocco ha avuto gravi conseguenze umanitarie dal momento che è stato interrotto il transito di beni essenziali come cibo, medicine e carburante oltre che, in certe occasioni, anche gas, elettricità e telecomunicazioni.
Nel settembre 2023, l'Azerbaigian ha lanciato un'altra offensiva militare. Il governo della Repubblica dell'Artsakh ha accettato di disarmarsi e di avviare colloqui con l'Azerbaigian, provocando la fuga degli armeni dall'area. Al 1º ottobre 2023, la quasi totalità della popolazione del Nagorno-Karabakh si era rifugiata in Armenia. Il presidente dell'Artsakh ha annunciato di aver firmato un decreto per sciogliere tutte le istituzioni della Repubblica entro il 1º gennaio 2024, ponendo così fine alla sua esistenza. Tuttavia, al 22 dicembre 2023, lo stesso presidente in carica, Samvel Šahramanyan e funzionari della repubblica hanno dichiarato che non vi è alcun decreto di scioglimento e che le istituzioni avrebbero continuato a operare in Armenia, implicando che la repubblica può continuare come governo in esilio.

## Etimologia del nome
Secondo gli studiosi, le iscrizioni risalenti al periodo urarteo menzionano la regione con diversi nomi: "Ardakh", "Urdekhe" e "Atakhuni". Nella sua Geografia, il geografo greco antico Strabone fa riferimento a una regione armena che chiama "Orchistene", che alcuni ritengono essere una versione greca dell'antico nome di Artsakh. Secondo un'altra ipotesi avanzata da David M. Lang, l'antico nome di Artsakh potrebbe derivare dal nome del re Artaxias I d'Armenia, fondatore della dinastia artasside e del regno della Grande Armenia. L'etimologia popolare ritiene che il nome derivi da "Ar" (Aran) e "tsakh" (bosco, giardino) (cioè i giardini di Aran Sisakean, il primo nakharar dell'Armenia nord-orientale). Il nome "Nagorno-Karabakh", comunemente usato in inglese, deriva dal nome russo che significa "Karabakh montuoso". Karabakh è una parola turco-persiana che si pensa significhi "giardino nero". Il nome azero, "Dağlıq Qarabağ", ha lo stesso significato del nome russo. Il termine "Artsakh" è privo delle influenze non armene presenti in "Nagorno-Karabakh". È stato ripreso nel XIX secolo ed era il termine preferito dai locali.

## La bandiera
La bandiera nazionale è stata adottata il 2 giugno 1992. Proporzioni 5/8 o 1/2. Evidente l'ispirazione alla bandiera dell'Armenia. Il motivo bianco, descritto come elemento decorativo tratto dai tappeti locali, allude più realisticamente alla divisione politica del paese da quella che è considerata la madrepatria.

## Geografia

### Prima della guerra del 2020
Il territorio copriva una superficie totale di 11 458 km² con capitale Stepanakert (in azero Xankəndi). L'altra città più grande, in ricostruzione dopo le rovine della guerra, era Shushi (in azero Şuşa). Contava una popolazione di circa 150 000 abitanti, tutti armeni con qualche minoranza curda e russa.
Lungo il lato settentrionale si trovavano alte catene montuose, i monti Mrav che raggiungono i 3 700 metri di altitudine (monte Gamish, 3724 m); ugualmente montagnosa a ovest e a sud mentre verso est il territorio diveniva progressivamente più pianeggiante con i due angoli, le province di Martakert e Martuni (corrispondenti a parti dei distretti azeri di Kəlbəcər, Tərtər e Xocavənd), anch'essi pianeggianti. Altre vallate esistevano attorno al bacino idrico di Sarsang, a Hadrout, e nel sud. Gran parte del Nagorno Karabakh è coperto da foreste, in particolare le zone montuose. Prettamente pianeggiante era il lato meridionale lungo il confine con l'Iran.
La regione è attraversata, da ovest a est e da nord a sud da diversi corsi d'acqua, che confluiscono per lo più nel Kura o nell'Aras: il Vorotan, il Karkar, il Tartar, il Khachenaget, l'Hakari e altri corsi minori a regime torrentizio. Oltre al bacino artificiale di Sarsang e a quello di Khachen, sono presenti alcuni piccoli laghi di origine glaciale sull'altipiano dell'Artsakh nei pressi delle catene montuose che lo cingono a nord e a ovest.

### Dopo la guerra del 2020
A seguito del conflitto dell'autunno 2020, la Repubblica di Artsakh ha perso tutti i territori che si trovavano fuori dall'Oblast' autonoma del Nagorno Karabakh e che erano stati conquistati nel corso della prima guerra del Nagorno Karabakh, ed ha anche subìto decurtazioni dall'originaria regione autonoma (che misurava circa 4400 km²): si può ritenere che, pur in assenza di dati certi, la superficie della Repubblica di Artsakh tra il 2020 e il 2023 fosse inferiore ai 3000 km².

## Flora e fauna
Esiste una varietà di circa 2 000 specie di piante e i massicci montuosi sono coperti di foreste, boscaglia o erba. Le foreste ricoprono una superficie di 160 000 ettari e si trovano soprattutto nelle province di Martakert, Askeran e Hadrut, dove crescono querce, tigli, betulle e molti altri tipi di alberi. Nei prati crescono anche molte specie di fiori e rovi che producono more.
Anche la fauna è varia e comprende capridi e maiali selvatici, orsi, lupi, gatti selvatici, volpi, lepri, scoiattoli, talpe e cinghiali. Tra gli uccelli si trovano oche, anitre, pernici, corvi, passeri, piccioni, rapaci, cuculi, picchi, allodole, gufi e altri. Si trovano inoltre diversi tipi di serpenti, tartarughe e ricci. Nei fiumi si pescano trote e altri pesci d'acqua dolce.

## Popolazione
Il conflitto del 1992-94 aveva ridisegnato i confini del Nagorno Karabakh e determinato flussi migratori in entrata e in uscita che hanno riguardato sia l'originario territorio dell'oblast' sia le regioni circostanti finite sotto controllo armeno. A seguito della prima guerra del Nagorno Karabakh vi fu un calo della popolazione, attestatasi poco sopra i 122 000 abitanti ma poi cresciuta anno dopo anno in maniera lenta ma progressiva sino a raggiungere nel 2011 la cifra di circa 144 000 abitanti, più di un terzo dei quali concentrati nella capitale Stepanakert. I dati al 2019 portano a un totale complessivo di quasi 148 000 abitanti. Al termine della seconda guerra del Nagorno Karabakh dell'autunno 2020, si calcola che circa 30 000 abitanti siano stati costretti a lasciare lo Stato e si siano trasferiti in Armenia o in altri Paesi.

## Società

### Lingue e dialetti
La lingua ufficiale è l'armeno, utilizzato nella versione orientale. In pratica viene parlato un dialetto locale tipico della regione e differente dall'armeno in uso nell'Armenia. Frequentemente parlato è anche il russo e, soprattutto nei centri urbani e nelle strutture turistiche, l'inglese.

## Storia
La Repubblica dell'Artsakh nasce nel settembre 1991 con il nome di Nagorno Karabakh allorché il soviet locale, utilizzando la legislazione sovietica dell'epoca, dichiarò la nascita della nuova repubblica dopo che l'Azerbaigian aveva deciso di fuoriuscire dall'Unione Sovietica. Seguirono un referendum ed elezioni, ma nel gennaio dell'anno seguente la reazione militare azera accese il conflitto che si concluse con un accordo di cessate il fuoco nel 1993, avviando dei negoziati di pace sotto l'egida del Gruppo di Minsk. Lungo la linea di confine con l'Azerbaigian si registrarono numerose violazioni dell'accordo. Nell'aprile 2016 si è registrato un violento scontro armato conclusosi con una tregua. Dal settembre al novembre 2020 la repubblica è stata interessata da una nuova guerra che ha notevolmente ridotto i territori sotto il suo controllo.
Il 19 settembre 2023 l'Azerbaigian ha avviato una "operazione anti terrorismo" nella regione, dopo aver chiuso gli spazi aerei con l'Armenia, bombardando la capitale Stepanakert. Alla fine di questa operazione il presidente della Repubblica ha rilasciato un decreto con effetto immediato, che dichiara lo scioglimento della Repubblica dell'Artsakh entro il 1º gennaio 2024. Tuttavia, il 22 dicembre 2023, Šahramanyan, che si trovava ormai in esilio nella capitale armena Erevan, ha dichiarato che non esisteva "alcun documento... della Repubblica di Artsakh (Karabakh) che stabilisse lo scioglimento delle istituzioni governative", mentre il suo ufficio ha affermato che il decreto emesso a settembre era "carta vuota", aggiungendo che "nessun documento può portare alla dissoluzione della repubblica, che è stata stabilita per volontà del popolo", il che implica che la repubblica possa continuare come governo in esilio.

## Geografia antropica

### Suddivisioni amministrative

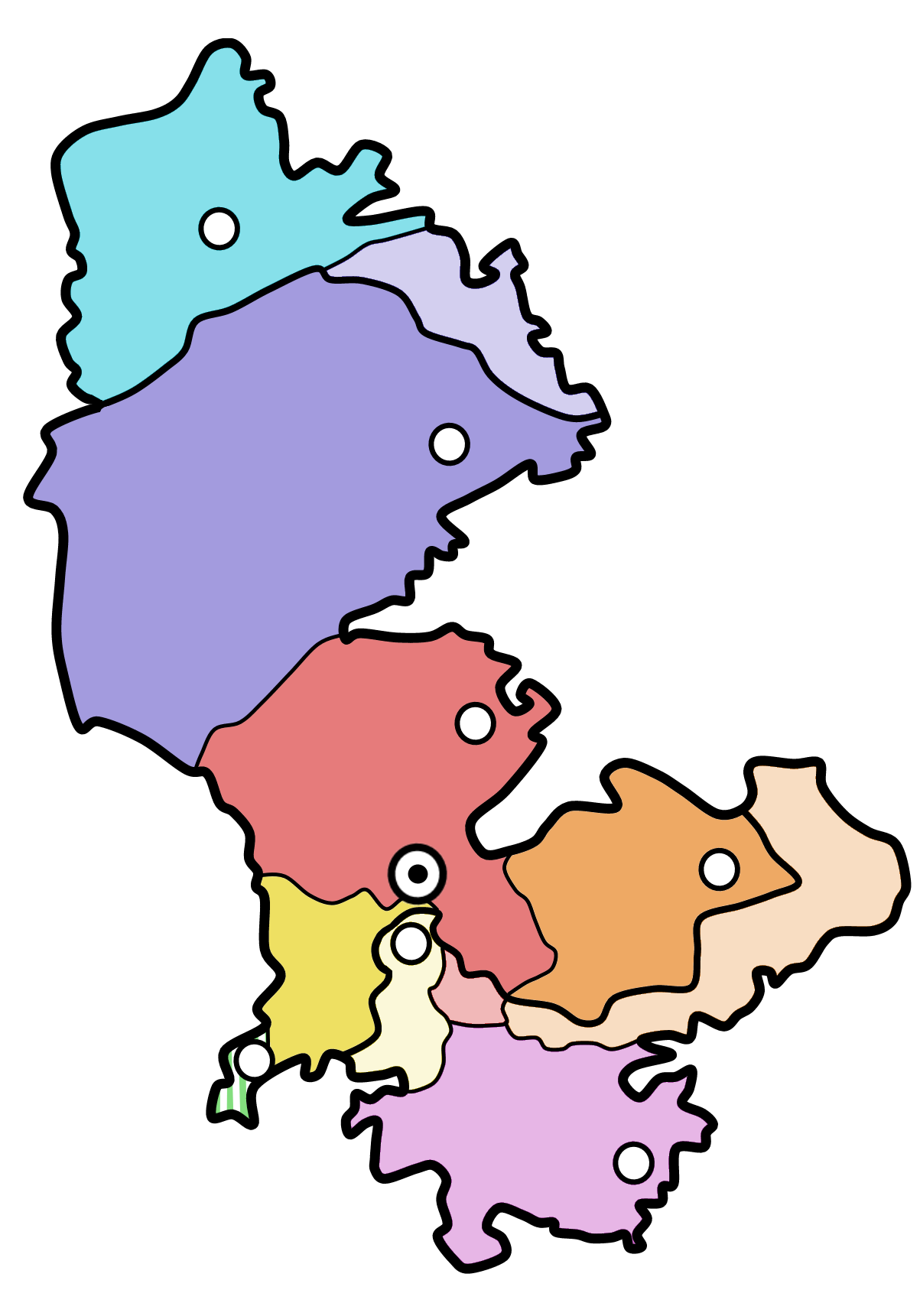
Carta amministrativa dopo la guerra del 2020.

La Repubblica dell'Artsakh, prima della guerra del 2020, era divisa in sette regioni, più la capitale Stepanakert che è una città a statuto speciale. La seguente tabella compara le regioni de facto dell'Artsakh ai corrispondenti distretti durante il controllo azero della regione prima del 1994:
| Regioni karabakhe     | Distretti azeri                                                                             |
| --------------------- | ------------------------------------------------------------------------------------------- |
| Regione di Askeran    | Distretto di Ağdam (parte) + Distretto di Xocalı                                            |
| Regione di Hadrout    | Distretto di Cəbrayıl + Distretto di Füzuli + Distretto di Xocavənd (parte)                 |
| Regione di Kashatagh  | Distretto di Laçın + Distretto di Qubadlı + Distretto di Zəngilan                           |
| Regione di Martakert  | Distretto di Ağdam (parte) + Distretto di Kəlbəcər (parte) + Distretto di Tərtər            |
| Regione di Martouni   | Distretto di Ağdam (parte) + Distretto di Xocavənd (parte)                                  |
| Regione di Shahoumian | Distretto di Kəlbəcər (parte) + Distretto di Goranboy (parte) + Distretto di Göygöl (parte) |
| Regione di Shushi     | Distretto di Şuşa + Şuşa                                                                    |

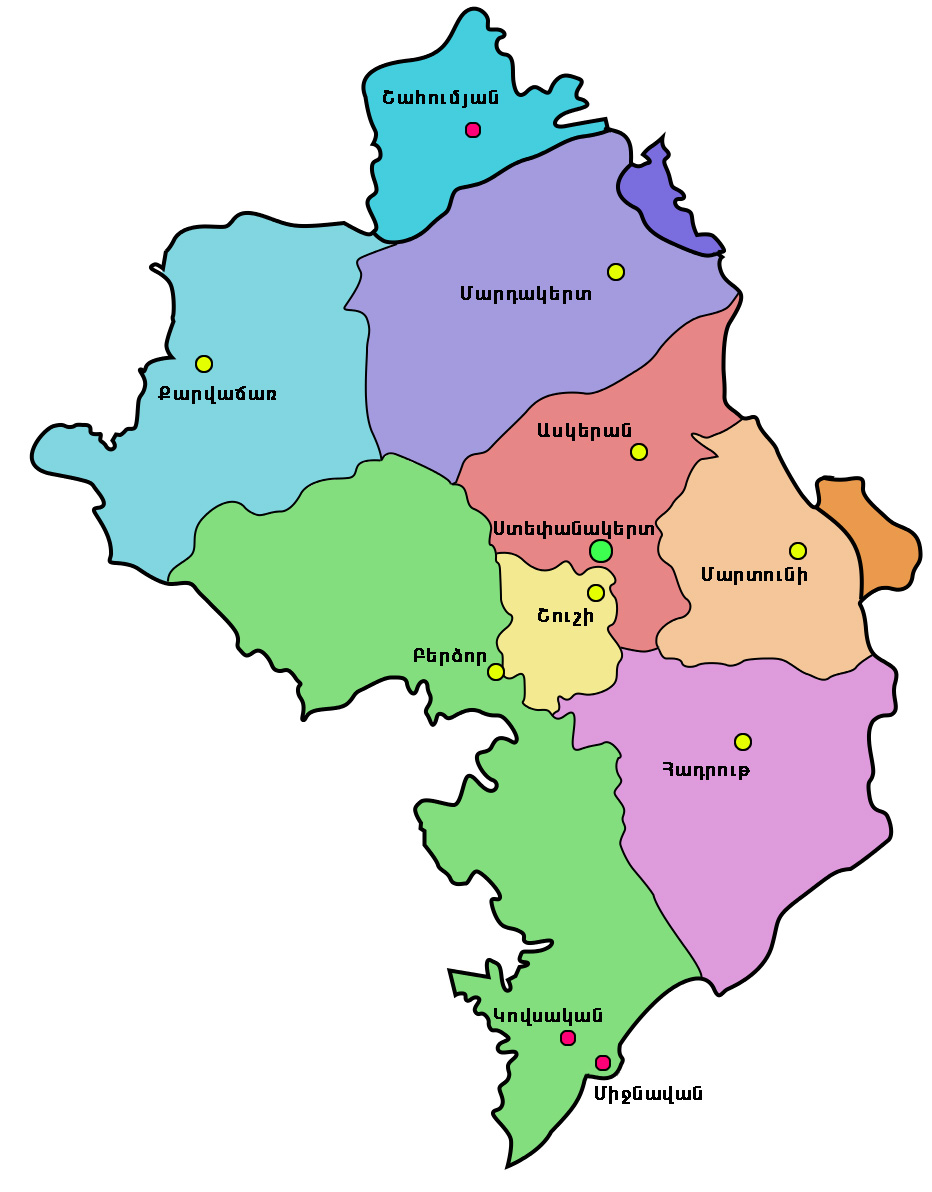
Carta amministrativa prima del 2020. Le parti più scure erano le zone controllate dall'Azerbaigian, ma rivendicate dall'Artsakh.

Dopo la guerra del 2020, erano rimaste sotto (parziale) controllo armeno le seguenti regioni (oltre la capitale Stepanakert):
- Regione di Askeran
- Regione di Martakert
- Regione di Martouni
- Regione di Shushi

Tutte le sopra elencate regioni hanno subìto decurtazioni territoriali anche significative. Per la Regione di Hadrout era rimasto sotto controllo armeno un minuscolo lembo di territorio all'altezza del villaggio di Metz Tagher.

## Organizzazione dello Stato

### Istituzioni politiche
Il Nagorno Karabakh, a seguito del referendum del 2017, aveva adottato il nome co-ufficiale di "Repubblica dell'Artsakh" e modificato il proprio assetto istituzionale in repubblica presidenziale, il cui potere esecutivo è esercitato dal Presidente della Repubblica. Ancorché non riconosciuto da alcuno Stato membro delle Nazioni Unite, aveva guadagnato tuttavia diversi riconoscimenti internazionali da altri soggetti e aveva una rete di missioni diplomatiche che svolgono funzioni informative e attività politica (presenti al momento in Armenia, Russia, Francia, Stati Uniti, Germania, Australia e Medio Oriente).
A termine della terza guerra del Nagorno Karabakh, il presidente annunciò che dalla fine dell'anno 2023 tutte le istituzioni repubblicane sarebbero state sciolte in virtù di una decisione "basata sulla priorità di assicurare la sicurezza fisica e gli interessi vitali del popolo".

#### Presidente della Repubblica
Aveva un mandato quinquennale e non poteva essere eletto per più di due mandati consecutivi. Rivestiva inoltre il ruolo di comandante in capo delle forze armate e presiedeva il Consiglio di sicurezza nazionale. L'ultimo presidente dell'Artsakh è stato Samvel Šahramanyan, in carica dal 10 settembre 2023 al 1º gennaio 2024. Suoi predecessori sono stati Robert Kocharyan (1994-1997), Leonard Petrosyan (1997, ad interim), Arkadi Ghukasyan (1997-2007), Bako Sahakyan (2007-2020 compreso periodo transitorio 2017-2020) e Arayik Harutyunyan (2020-2023).

#### Parlamento
L'Assemblea nazionale era il Parlamento unicamerale dello Stato. Era formata da trentatré membri, con mandato quinquennale, diciassette dei quali eletti con sistema maggioritario e sedici con sistema proporzionale sul totale dei voti di lista con uno sbarramento di ingresso del 6%. Le sessioni dell'Assemblea nazionale erano pubbliche e convocate in sessioni almeno due volte l'anno; erano anche previste sessioni straordinarie convocate su iniziativa del Presidente della Repubblica. I lavori si sviluppavano anche in sei Commissioni. L'ultimo Presidente dell'Assemblea nazionale è stato Davit Iškhanyan, da agosto ad ottobre 2023.

#### Partiti politici
I principali partiti politici dell'Artsakh erano, in ordine di seggi ottenuti alle ultime elezioni parlamentari avvenute nella Repubblica: Libera Patria, Patria Unita, Partito della Giustizia, Federazione Rivoluzionaria Armena e il Partito Democratico dell'Artsakh.

### Sistema giudiziario
Il sistema giudiziario si articolava nella Corte di Prima Istanza, nella Corte di Appello e nella Corte Suprema che svolgeva anche compiti di vigilanza costituzionale.

### Esercito
L’esercito di difesa dell'Artsakh (Լեռնային Ղարաբաղի Հանրապետության ինքնապաշտպանության բանակ, Lerrnayin Gharabaghi Hanrapetut'yan ink'napashtpanut'yan banak) è stato la formale forza di difesa della non riconosciuta, ma de facto indipendente, repubblica. Fondato nel 1992, unì le unità di autodifesa in precedenza disorganizzate che si sono formate nei primi anni novanta con l'obiettivo dichiarato di tutelare la popolazione etnica armena del Nagorno Karabakh dagli attacchi delle forze armate sovietiche e azere.

## Economia
Superata la crisi post prima guerra, la Repubblica del Nagorno Karabakh si avviò verso una ripresa economica favorita dalla stabilità della situazione e dagli aiuti provenienti dalla diaspora armena. Se nel 1999 il prodotto interno lordo era attestato a 59 milioni di dollari, già nel 2001 era quasi raddoppiato; nel 2009 toccava i 260 milioni e nel 2010 i 320 milioni di dollari, con una crescita reale stimata tra il 2001 e il 2007 di oltre il 60%. Nel 2007 l'economia era ripartita fra agricoltura (16%), industria manifatturiera (15%), costruzioni (9%) e servizi (57%). I maggiori investimenti degli ultimi anni di vita della Repubblica avevano riguardato la telefonia (Karabakh Telecom), la lavorazione di diamanti e gioielli, il settore minerario e la distillazione di liquori. Particolarmente attivo era il settore turistico che aveva visto sorgere diverse nuove strutture e relativi servizi. Ulteriore impulso sarebbe stato dato dall'apertura dell'aeroporto (chiuso dall'epoca del conflitto), inizialmente prevista per il 2012, ma poi rimandata per motivi politici.
Dopo la seconda guerra del 2020, la situazione economica dello Stato risultava fortemente critica; la guerra ha distrutto molte abitazioni civili e infrastrutture per le quali il governo doveva provvedere alla ricostruzione, sono andati persi quasi tutti gli impianti idroelettrici che garantivano autosufficienza energetica e anche i terreni agricoli del Sud che assicuravano buoni raccolti e provvedevano al fabbisogno nazionale.
La valuta ufficiale era il dram karabakho, ma la moneta corrente era il dram armeno, ripartito in cento luma. La Artsakh Bank era la banca principale dello Stato con sede a Stepanakert e filiali nelle principali città del paese.

## Cultura e informazione
L'Università statale dell'Artsakh fu inaugurata nel 1992 in pieno conflitto. La repubblica contava circa 250 istituti scolastici per ventimila studenti. Piani di riqualificazione delle strutture procedevano grazie anche agli aiuti della diaspora armena.
L'informazione era fornita dalla radiotelevisione di Stato (Artsakh TV) e da diversi media cartacei. Azat Artsakh era il principale quotidiano nazionale; vi erano inoltre diverse pubblicazioni locali.

## Sport
Lo stadio nazionale è stato lo Stadio Repubblicano di Stepanakert. Dal 2018 fino al 2023 veniva disputato un regolare campionato di calcio denominato Artsakhi Futbolayin Liga. La selezione di calcio dell'Artsakh ha partecipato alla Coppa del mondo CONIFA 2014 e alla Coppa europea di calcio CONIFA 2019. Atleti dell'Artsakh nelle specialità di lotta, sollevamento pesi e arti marziali partecipano a competizioni anche internazionali, ma hanno gareggiato sotto le insegne dell'Armenia.

## Festività
Il Natale, come in Armenia, si festeggiava il 6 gennaio. Oltre alle altre ricorrenze religiose, le due festività nazionali civili più importanti erano il 9 maggio (Giornata della tripla vittoria) e il 2 settembre (Festa dell'indipendenza).

## Gastronomia
La cucina dell'Artsakh è strettamente imparentata con la cucina armena e le tradizioni gastronomiche sono molto simili. Si basa su prodotti dell'allevamento di terra e dell'agricoltura: quindi molta carne (soprattutto alla brace) e formaggi, nonché verdure di stagione. Il pane più utilizzato è quello tipico armeno, il lavash. Tra i piatti tipici distintivi della gastronomia nazionale merita una menzione lo zhingyalov hats, una sorta di focaccia ripiena di verdure ed erbe spontanee.
I pasti sono accompagnati da succhi di frutta, birra, vino e vodka (quella di gelso è tipica della regione); la tradizione vinicola aveva trovato impulso negli anni 2010 e il villaggio di Togh ospita un festival annuale dedicato proprio al vino. Alcune distillerie locali (ad esempio "Madatoff") producevano brandy armeno.